# Juan Arango
Juan Fernando Arango Sáenz (Maracay, 17 mei 1980) is een Venezolaans betaald voetballer die bij voorkeur als aanvallende middenvelder speelt. In januari 1999 debuteerde hij in het Venezolaans voetbalelftal.

## Clubcarrière
Arango begon met voetballen bij Club de la Universidad Central. Hij debuteerde als prof voor Nueva Cádiz FC uit de Venezolaanse tweede divisie. Via Zulianos FC en Caracas FC kwam Arango in 2001 bij het Mexicaanse CF Monterrey. Vervolgens speelde hij in Mexico bij CF Pachuca (2002/2003) en Puebla FC (2003/04). In 2004 tekende Arango bij Real Mallorca.
Tijdens de wedstrijd van Real Mallorca tegen Sevilla FC op 20 maart 2005 raakte Arango geblesseerd door een overtreding van Sevilla-verdediger Javi Navarro, die voor de charge een gele kaart kreeg. Arango viel door een elleboogstoot van Javi Navarro op de grond en lag trillend en brakend buiten bewustzijn op het gras. Arango dreigde te stikken doordat hij zijn tong had ingeslikt, maar dankzij optreden van de eerste hulp, die een slangetje in de mond van Arango bracht waardoor hij kon blijven ademen, liep het goed af. Arango moest direct naar het ziekenhuis. Daar werd een hersenschudding en een gebroken jukbeen geconstateerd. Van hersenbeschadiging was geen sprake. Arango keerde binnen enkele weken alweer terug in het elftal van Real Mallorca en met enkele doelpunten had hij een aandeel in de handhaving van de club in de Primera División.
Hij tekende in juli 2009 een driejarig contract bij Borussia Mönchengladbach, dat hem overnam van RCD Mallorca. In 2014 en 2015 speelde hij in Mexico voor Club Tijuana, ruim vijfenveertig competitiewedstrijden, waarin hij elf doelpunten maakte. Op 29 januari 2016 tekende Arango bij de Amerikaanse club New York Cosmos.

## Interlandcarrière
Arango debuteerde op 27 januari 1999 in het Venezolaans voetbalelftal in een oefenduel tegen Denemarken. Hij viel in die interland na 61 minuten in voor Luis Vera. In 1999, 2001, 2004, 2007, 2011 en 2015 nam hij met zijn vaderland deel aan de strijd om de Copa América.
Op 9 september 2015 zwaaide Arango af bij het elftal, na 129 interlands en 23 interlanddoelpunten. Zijn finest hour met de nationale ploeg beleefde hij in 2011, toen hij zijn vaderland naar de vierde plaats leidde bij de strijd om de Copa América: de beste prestatie ooit van Venezuela in de historie van het Zuid-Amerikaanse kampioenschap.
Bondscoach Noel Sanvicente prees Arango bij diens afscheid. "Als we het over Arango hebben, hebben we het over de beste voetballer die Venezuela ooit heeft gehad", zei de coach over de speler die in Europa naam maakte bij Real Mallorca (49 goals in 191 duels) en Borussia Mönchengladbach (31 goals in 175 duels).

## Clubstatistieken
| seizoen    | club                     | land                      | competitie                   | duels | goals |
| ---------- | ------------------------ | ------------------------- | ---------------------------- | ----- | ----- |
| 2001/02    | CF Monterrey             | Vlag van Mexico           | Primera División             | ??    | ??    |
| 2002/03    | CF Pachuca               | Vlag van Mexico           | Primera División             | ??    | ??    |
| 2003/04    | Puebla FC                | Vlag van Mexico           | Primera División             | 36    | 8     |
| 2004/05    | RCD Mallorca             | Vlag van Spanje           | Primera División             | 34    | 6     |
| 2005/06    | RCD Mallorca             | Vlag van Spanje           | Primera División             | 19    | 6     |
| 2006/07    | RCD Mallorca             | Vlag van Spanje           | Primera División             | ?     | ?     |
| 2007/08    | RCD Mallorca             | Vlag van Spanje           | Primera División             | 38    | 12    |
| 2008/09    | RCD Mallorca             | Vlag van Spanje           | Primera División             | 37    | 8     |
| 2009/10    | Borussia Mönchengladbach | Vlag van Duitsland        | Bundesliga                   | 34    | 2     |
| 2010/11    | Borussia Mönchengladbach | Vlag van Duitsland        | Bundesliga                   | 25    | 4     |
| 2011/12    | Borussia Mönchengladbach | Vlag van Duitsland        | Bundesliga                   | 34    | 6     |
| 2012/13    | Borussia Mönchengladbach | Vlag van Duitsland        | Bundesliga                   | 31    | 5     |
| 2013/14    | Borussia Mönchengladbach | Vlag van Duitsland        | Bundesliga                   | 31    | 8     |
| 2014/15    | Club Tijuana             | Vlag van Mexico           | Liga MX                      | 31    | 9     |
| 2015/16    | Club Tijuana             | Vlag van Mexico           | Liga MX                      | 14    | 2     |
| 2016       | New York Cosmos          | Vlag van Verenigde Staten | North American Soccer League | 0     | 0     |
| Bijgewerkt | 16 februari 2016         |                           |                              |       |       |